# Lago Åsnen
Åsnen é um lago da Suécia, localizado no planalto da Småland, a 20 quilômetros a sul da cidade de Växjö. 
Tem uma forma muito recortada, com muitos istmos, pequenos fiordes, enseadas, ilhas e ilhotas.

Está a 139 metros acima do nível do mar e tem área de cerca de 150 quilómetros quadrados. Tem profundidade média de só 3 metros, e profundidade máxima de 14. Nas suas margens há praias com bancos de areia e terrenos encharcados onde vivem muitas aves. No seu interior, há um arquipélago com mais de 1 000 ilhas. Suas águas são escoadas pelo rio de Morrum à baía de Hano, na Blekinge. O Parque Nacional de Åsnen ocupa uma parte do lago, incluindo margens e ilhas. 